# Kathedrale von Triest

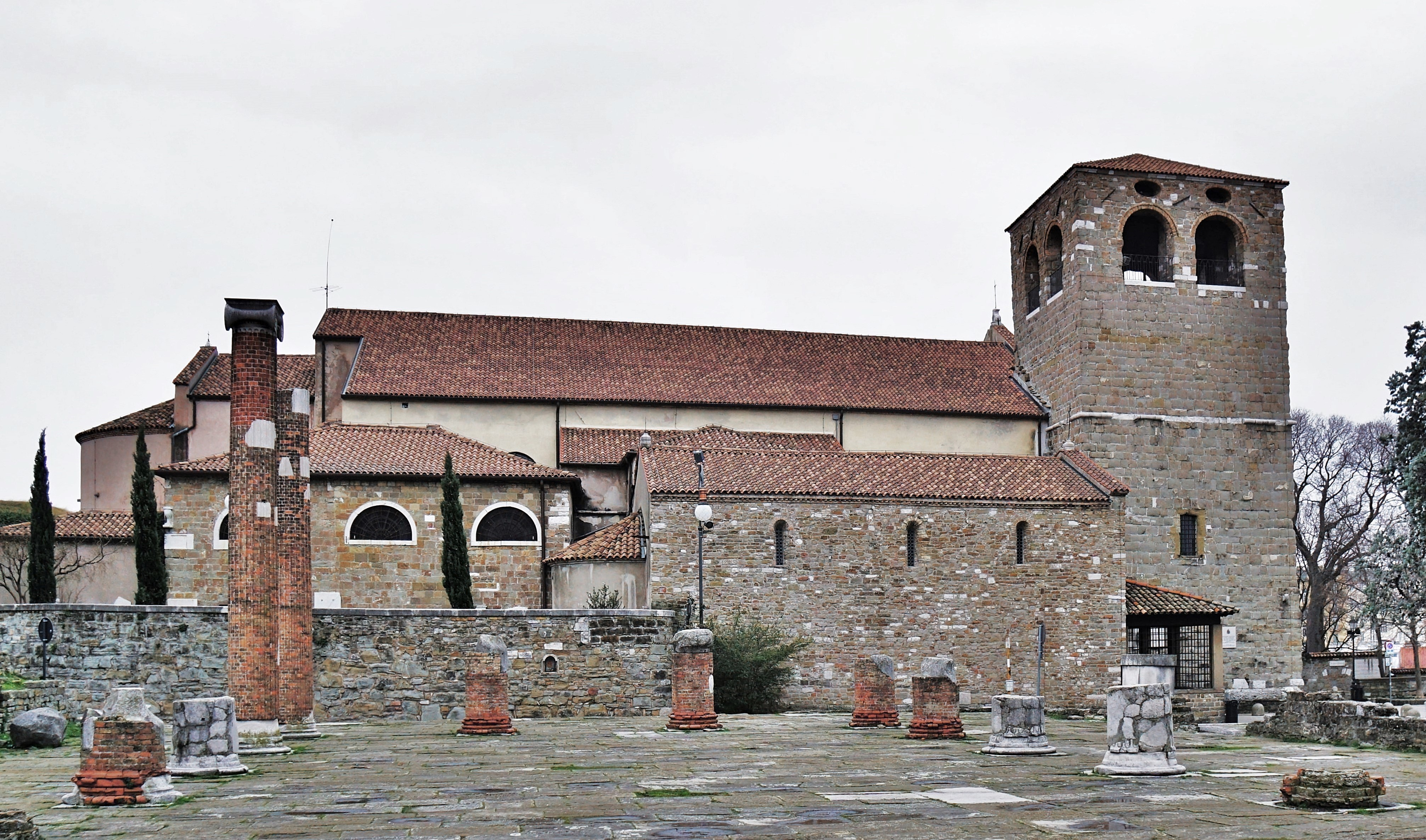
Kathedrale San Giusto

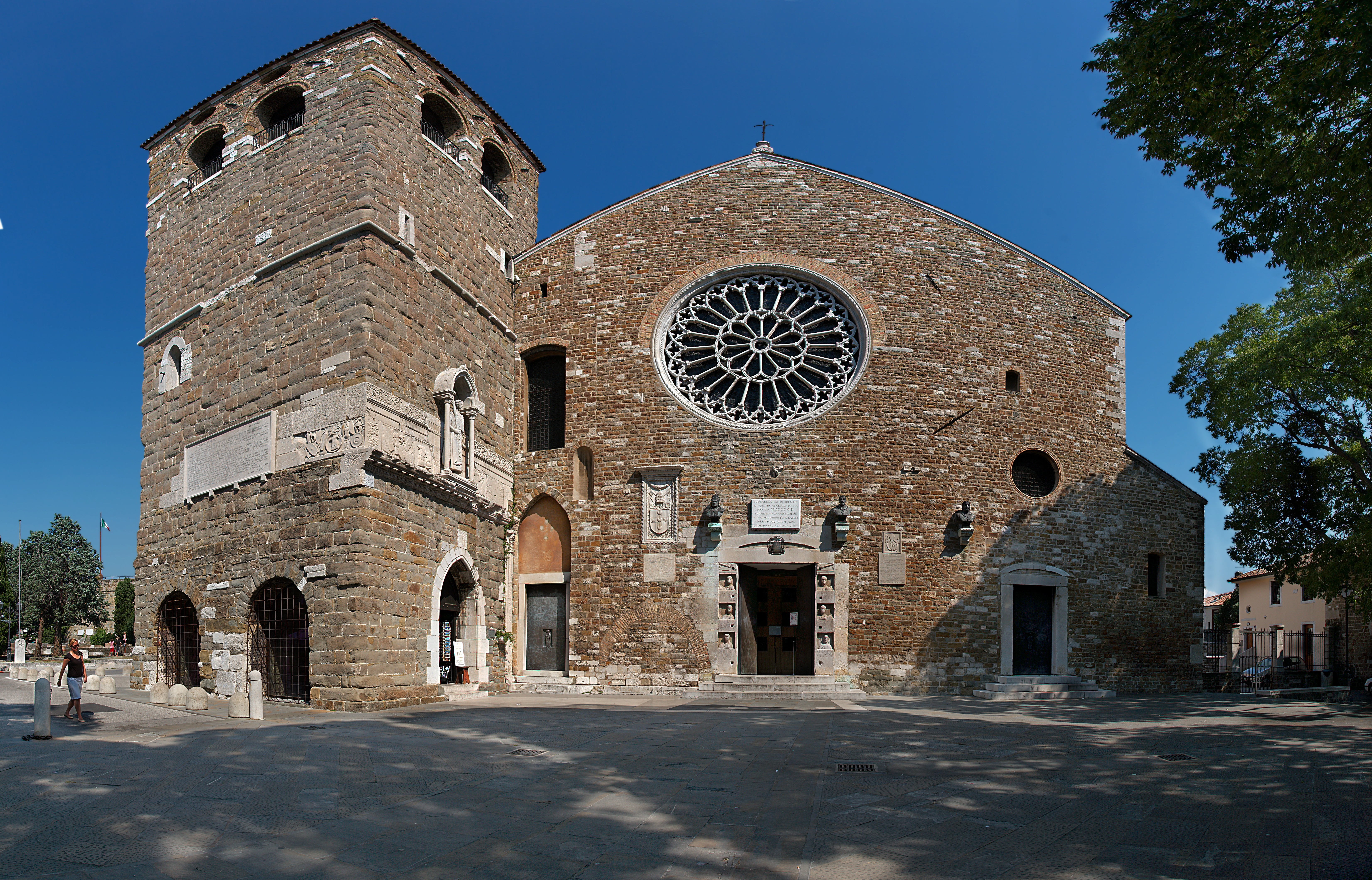
Glockenturm und Fassade der Kathedrale

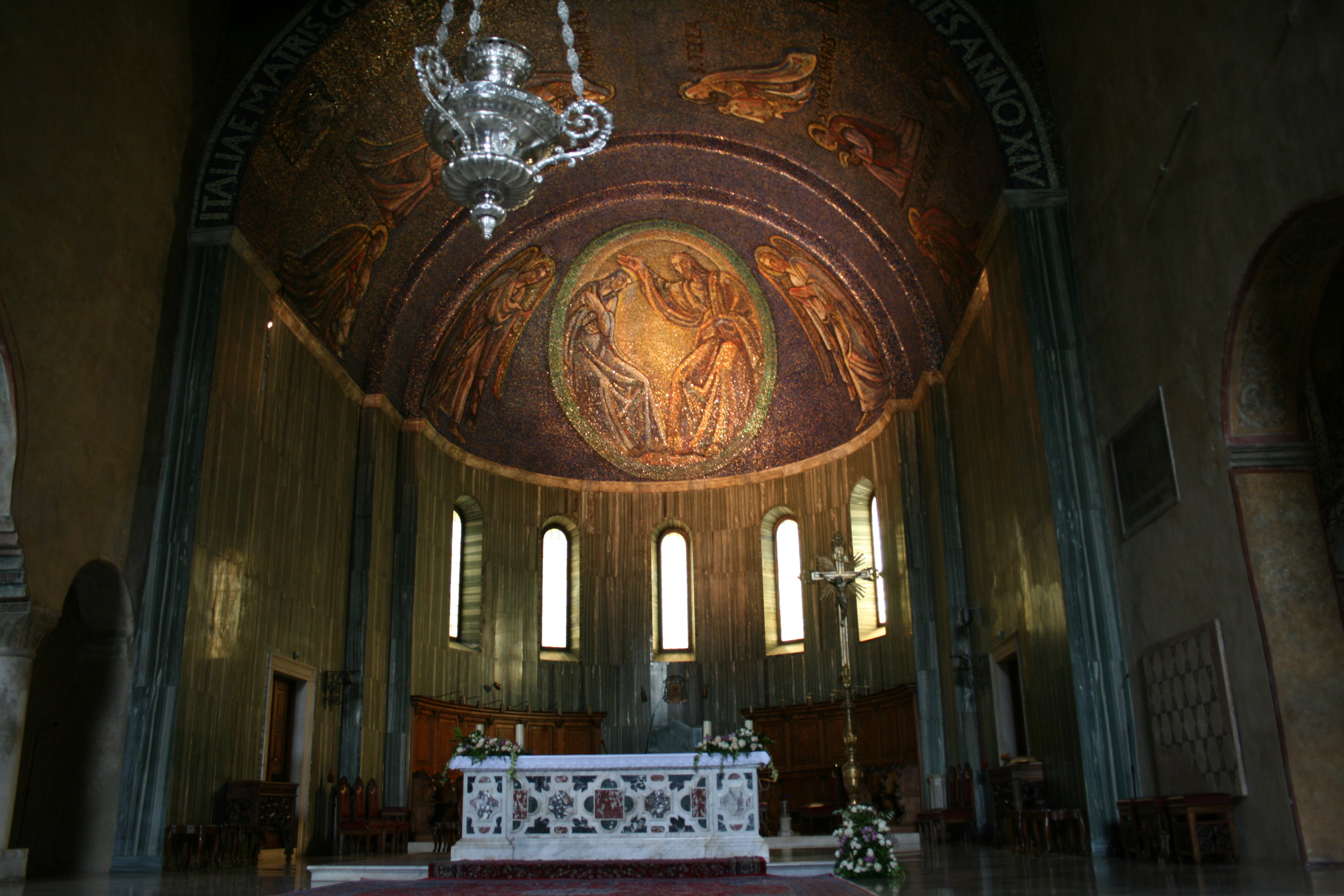
Hauptaltar der Kathedrale

Die Kathedrale San Giusto in Triest ist die Kathedralkirche des Bischofs von Triest mit dem Titel einer Basilica minor. Gewidmet dem Schutzpatron der Stadt, dem hl. Justus, überragt der Dom als eines der Wahrzeichen Triests die Stadt auf dem kapitolinischen Hügel. Der heutige romanische Bau geht auf das 14. Jahrhundert zurück. In ihm sind Reste der heidnischen, christlichen und weltlichen Gebäude eingeschlossen, die an dieser Stelle seit der Römerzeit aufeinander folgten.

## Geschichte

### Vorgeschichte

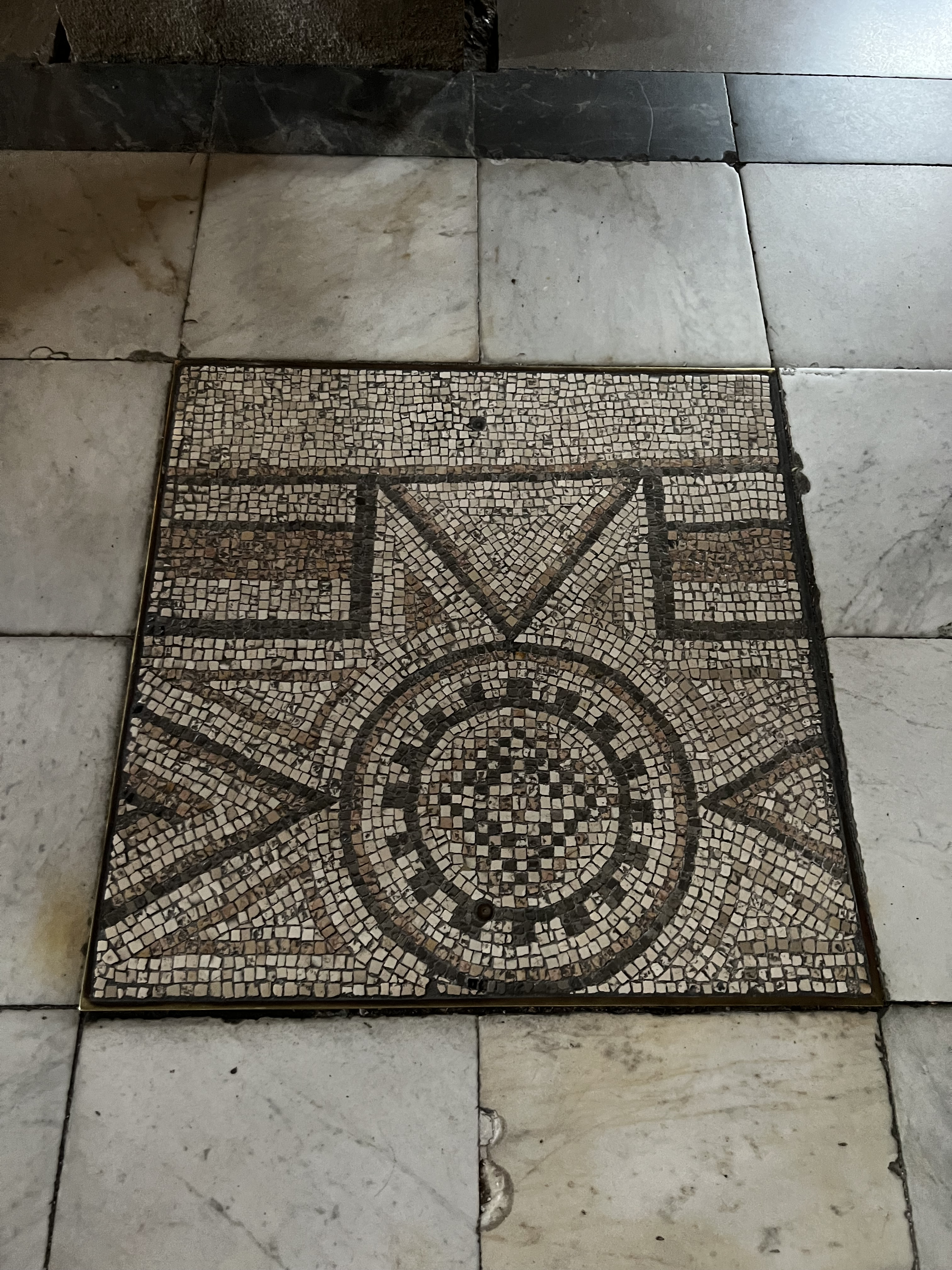
Mosaik aus der Vorgängerkirche

Auf dem Boden der heutigen Kathedrale befanden sich bereits zur Römerzeit ein Propylon, eine römische Basilika und vermutlich ein kapitolinischer Tempel.
Das Propylon ist das älteste Gebäude und wurde um 80 n. Chr. erbaut. Seine Errichtung wurde vermutlich von Publius Palpellius Clodius Quirinalis initiiert, der seine Laufbahn als Centurio der Legio XX Valeria Victrix begann und als Präfekt der Flotte von Ravenna unter Nero beendete. Das 17,20 Meter lange und 5,30 Meter breite Propylon befand sich am Ende der Hauptstraße, die vom Meer auf den Hügel San Giusto führte und in etwa der heutigen Via della Cattedrale entspricht. Reste des Propylons sind unter dem Vorplatz der Kathedrale sichtbar, im Campanile des heutigen Gotteshauses integriert oder im nahe liegenden Lapidarium ausgestellt.
Das Propylon diente vermutlich als Vorhalle oder Zugangstor zu einem dahinter liegenden kapitolinischen Tempel. Der Tempel war den drei römischen Hauptgöttern Jupiter, Juno und Minerva geweiht, wie eine aufgefundene Altarpyramide bestätigt. Allerdings ist von dem Tempel außer der Altarpyramide nichts Weiteres erhalten geblieben oder überliefert. Seine genaue Positionierung ist somit unklar.
Links neben dem Propylon befinden sich die Säulen und Überreste der römischen Basilika. Fragmente verschiedener Inschriften lassen darauf schließen, dass das Gebäude auf Veranlassen von Quintus Baienus Blassianus erbaut wurde, der im 2. Jahrhundert n. Chr. lebte und unter anderem Präfekt von Ägypten unter Mark Aurel war. Das 75 Meter lange, 23 Meter breite und 20 Meter hohe Gebäude war Sitz des Kommunalrats (decuriones) und diente als Ort für öffentliche Versammlungen sowie den Gerichts- und Geschäftsverkehr.
Nachdem ein Großteil des Propylons und des kapitolinischen Tempels verfallen war, wurde im 5. Jahrhundert an derselben Stelle eine primitive, frühchristliche Basilika errichtet, deren Mosaik bruchstückhaft im Boden der heutigen Kathedrale erhalten ist. Der im 6. Jahrhundert unter dem Triestiner Bischof Frugiferus erweiterte Bau wurde Mitte des 11. Jahrhunderts durch eine wesentlich kleinere Marienkirche ersetzt. In der gleichen Periode wurde parallel dazu auf der Südseite eine kleine, viereckige Gedächtniskapelle mit Kuppel errichtet. Sie war der Verehrung von lokalen Märtyrern geweiht, insbesondere der Reliquien des Heiligen Justus.

### Baugeschichte

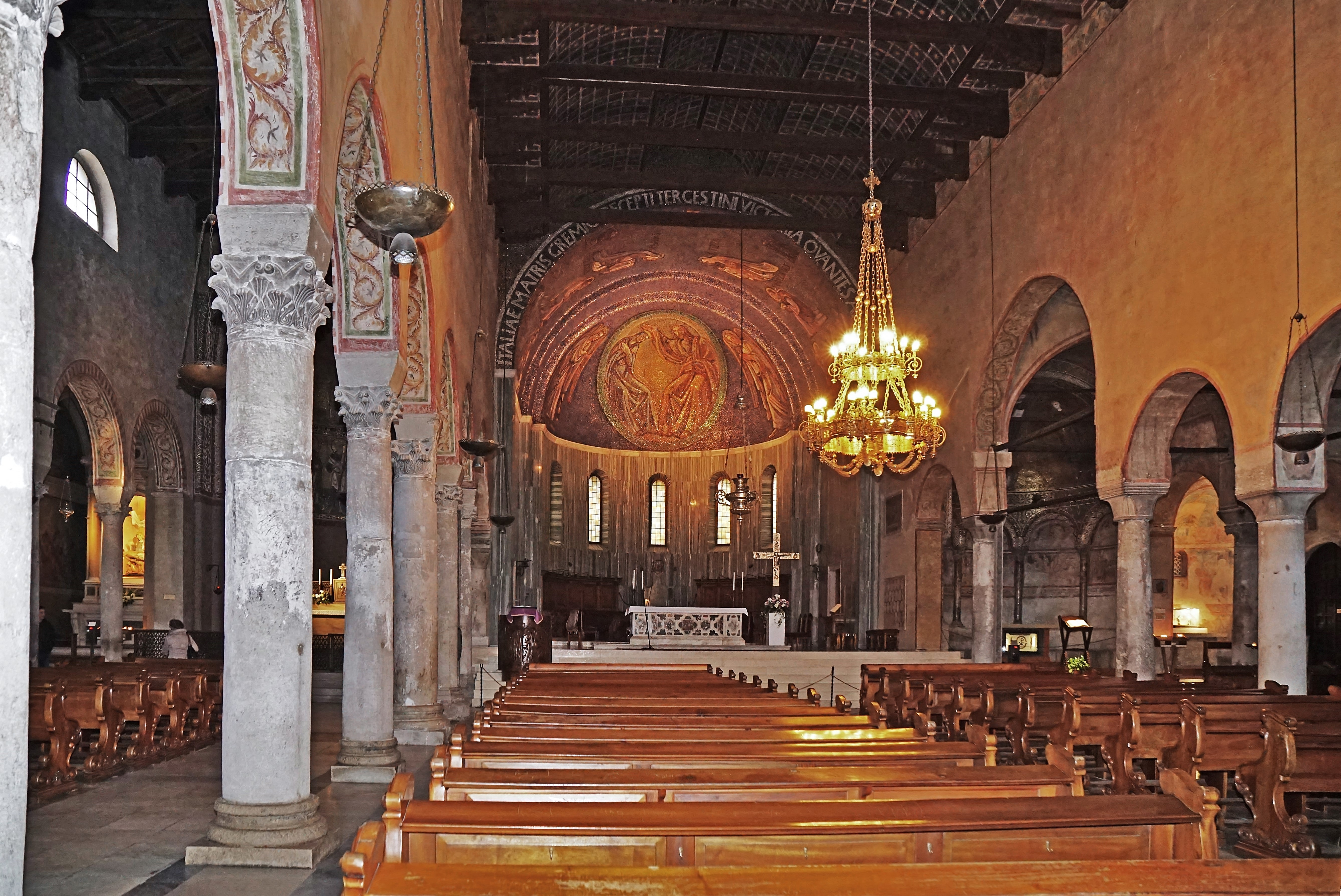
Innenansicht, Mittelschiff

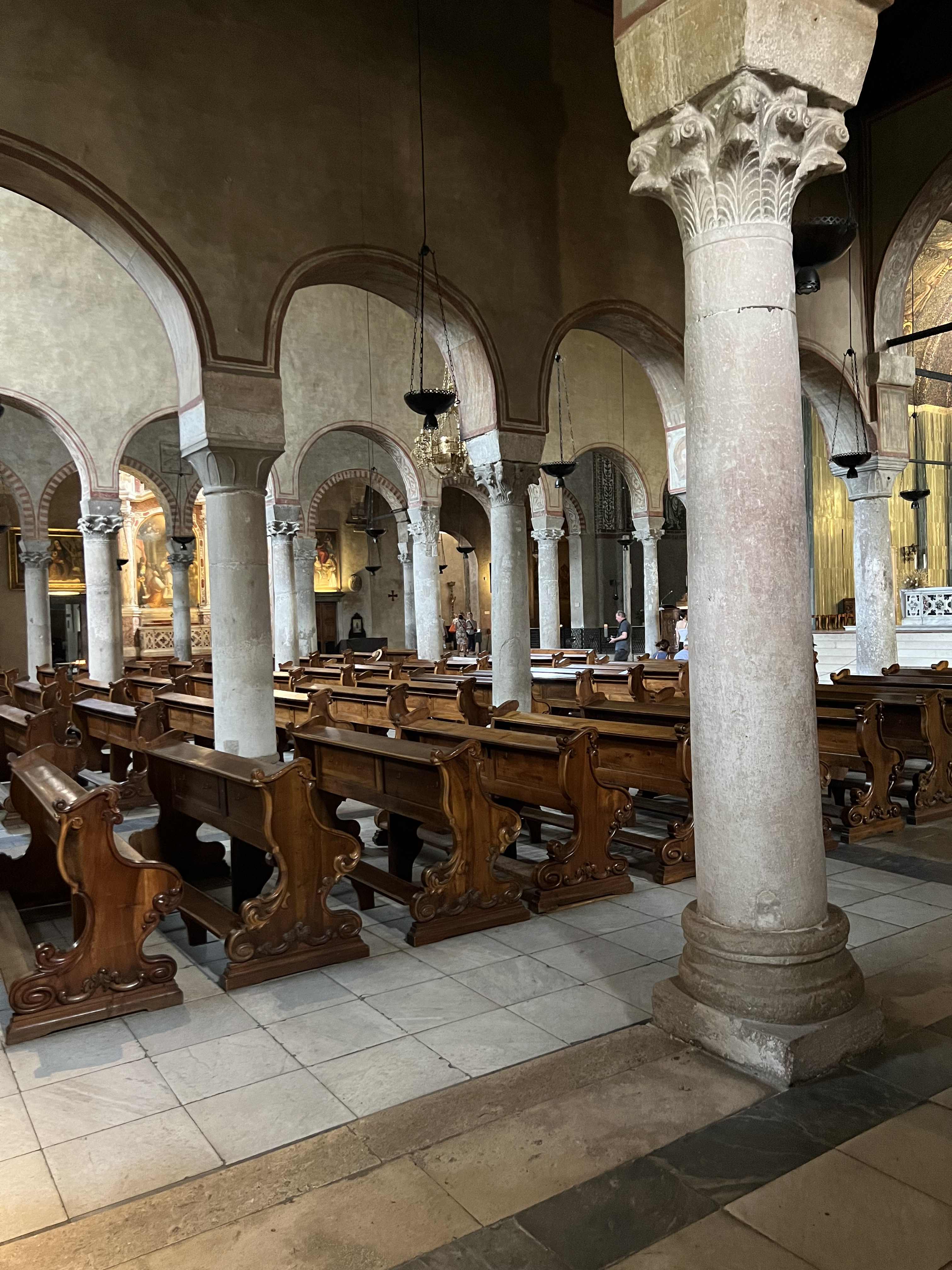
Fünfschiffige Basilika

Im 14. Jahrhundert wurden beide Gebäude vermutlich auf Veranlassung des Triestiner Bischofs Rodolfo di Pedrazzano (1302–1320) zu einer einzigen, fünfschiffigen Kirche vereinigt, wie sie heute noch besteht. Dazu riss man damals die beiden nebeneinander liegenden Seitenschiffe ab. Das an ihrer Stelle entstandene große, neue Mittelschiff wurde mit einer Decke in Form eines Schiffskiels und einer neuen Apsis versehen. Dazu kam eine neue, einfache Fassade aus Sandstein, geschmückt mit einer Fensterrosette aus weißem Karstmarmor.
Zwischen 1337 und 1343 wurde der Glockenturm um einen bereits bestehenden romanischen Glockenturm errichtet.
Links des Glockenturms befindet sich das im Jahre 1380 errichtete und Johannes dem Täufer geweihte Baptisterium mit sechseckigem Taufbecken aus dem 9. Jahrhundert. Rechts der Kathedrale steht die kleine Kirche „San Michele al Carnale“, die lange Zeit als Kapelle des Friedhofs diente, der sich dort befand, wo heute das Lapidarium der Stadt liegt.
Nach der Fertigstellung des Gebäudekomplexes erfolgte die Einweihung des Gotteshauses am 27. November 1385 durch Bischof Heinrich von Wildenstein.

## Architektur

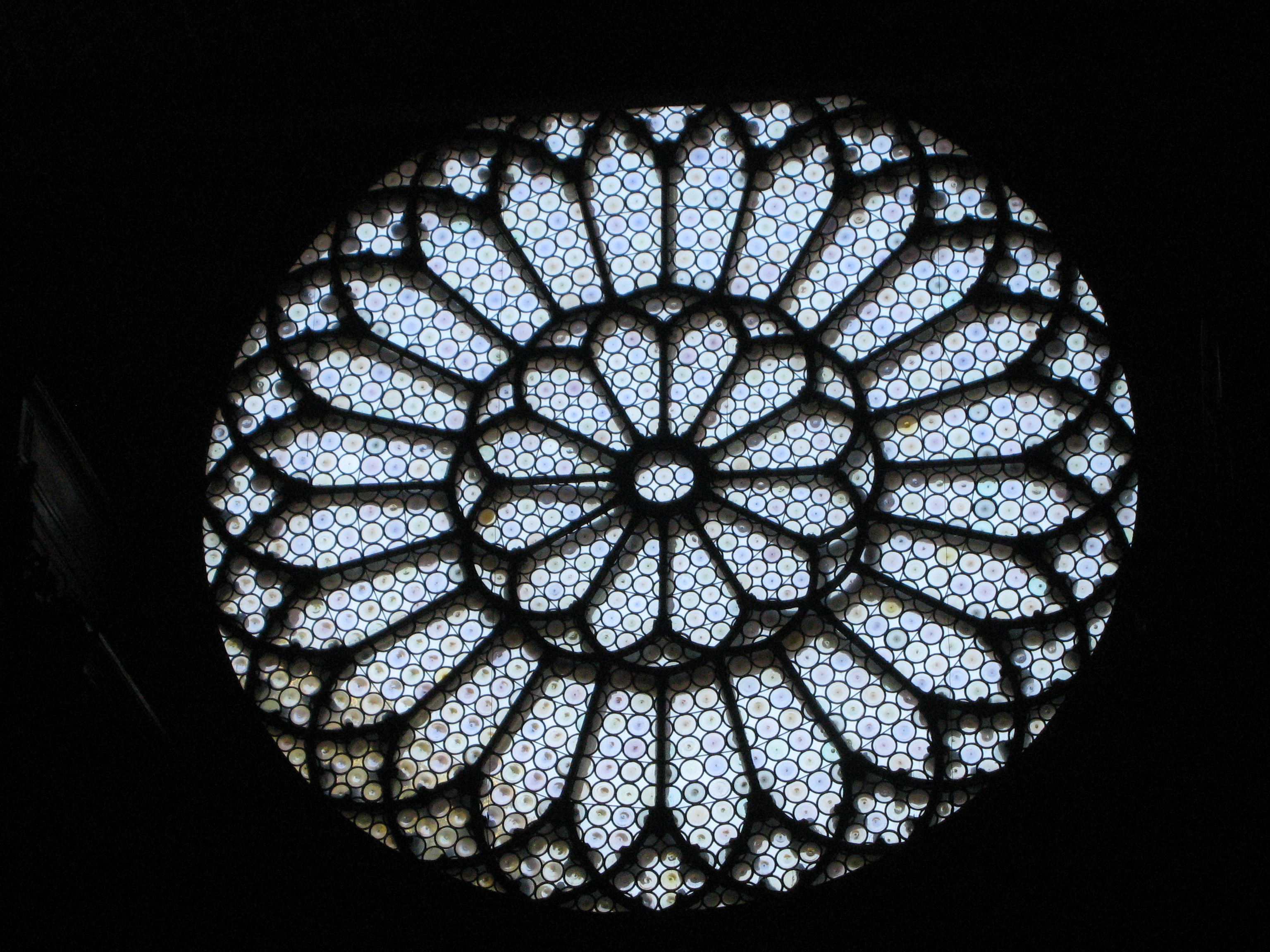
Fensterrosette aus dem 14. Jahrhundert

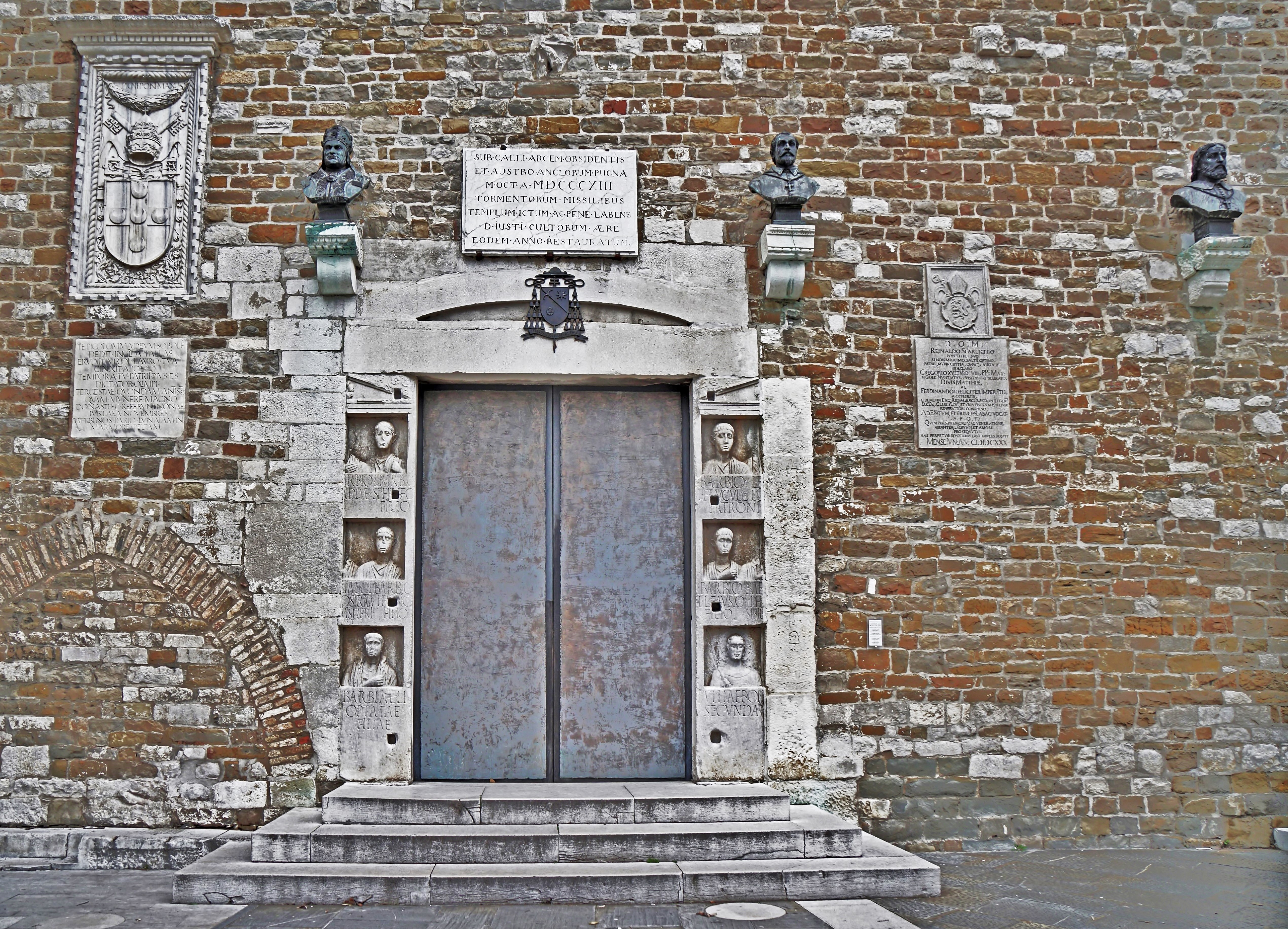
Das Portal

### Fassade
Die asymmetrische, mit einem Dreiecksgiebel abschließende Fassade aus Sandstein von dem benachbarten Muggia wird dominiert von einer großen, gotischen Fensterrosette mit zweifachem Strahlenkranz mit insgesamt 36 Strahlen aus weißem Karstmarmor. Radfenster entstand gegen Ende des 14. Jahrhunderts, als die beiden Kirchen vereint wurden. Restauriert wurde das Fenster 1932 von dem italienischen Architekten und Denkmalpfleger Ferdinando Forlati.
Für die 3,30 Meter hohen Torpfosten des zentralen Portals wurde ein römisches Grabmal mit den Porträts von sechs Mitgliedern der Familie Barbi aus dem 1. Jahrhundert n. Chr. in zwei Hälften zersägt, wobei das Bildnis der befreiten Sklavin Tullia durch Beifügen eines Heiligenscheins und der Triestiner Hellebarde in das des Heiligen Sergios umgeändert wurde. Es ist eigentlich keine Hellebarde, sondern ein Hakenspieß. Sergios wird als einer der wichtigsten Märtyrer der Stadt verehrt. Die alten Portalflügel aus Holz wurden 1990 und 1992 durch neue aus Bronze ersetzt.
Links über dem Hauptportal befindet sich eine Nische, in der ursprünglich eine Holzstatue von Johannes dem Täufer aufgestellt war, die heute im Castello di San Giusto untergebracht ist. Daneben befindet sich ein Relief mit den Insignien und Wappen von Enea Silvia Piccolomini, der von 1447 bis 1450 Bischof von Triest und später Papst Pius II. war. Unter dem Basrelief ist eine Inschrift in lateinischen Hexametern angebracht, die den humanistischen Pontifex feiert, der Triest während der Belagerung durch die Republik Venedig 1463 unterstützte und vor der Zerstörung bewahrte.
Auf einem Vorsprung über dem Hauptportal ist eine Bronzebüste von Papst Pius II. angebracht, direkt gefolgt von den Büsten zweier weiterer Triestiner Bischöfe: dem Humanisten Andrea Rapicio (1567–1573) und Rinaldo Scarlicchio (1622–1630), der die Reliquien des Heiligen Justus entdeckte, wie in der lateinischen Inschrift unter seinem Wappen neben dem Hauptportal zu lesen ist (1630). Die drei Bronzebüsten sind das Werk von Alberto Brestyanszky (1862).
Eine weitere Inschrift erinnert an den Angriff der Österreicher und Engländer gegen die Soldaten Napoléons, die sich 1813 im benachbarten Schloss und dem Kirchturm verschanzt hatten.

### Campanile (Glockenturm)

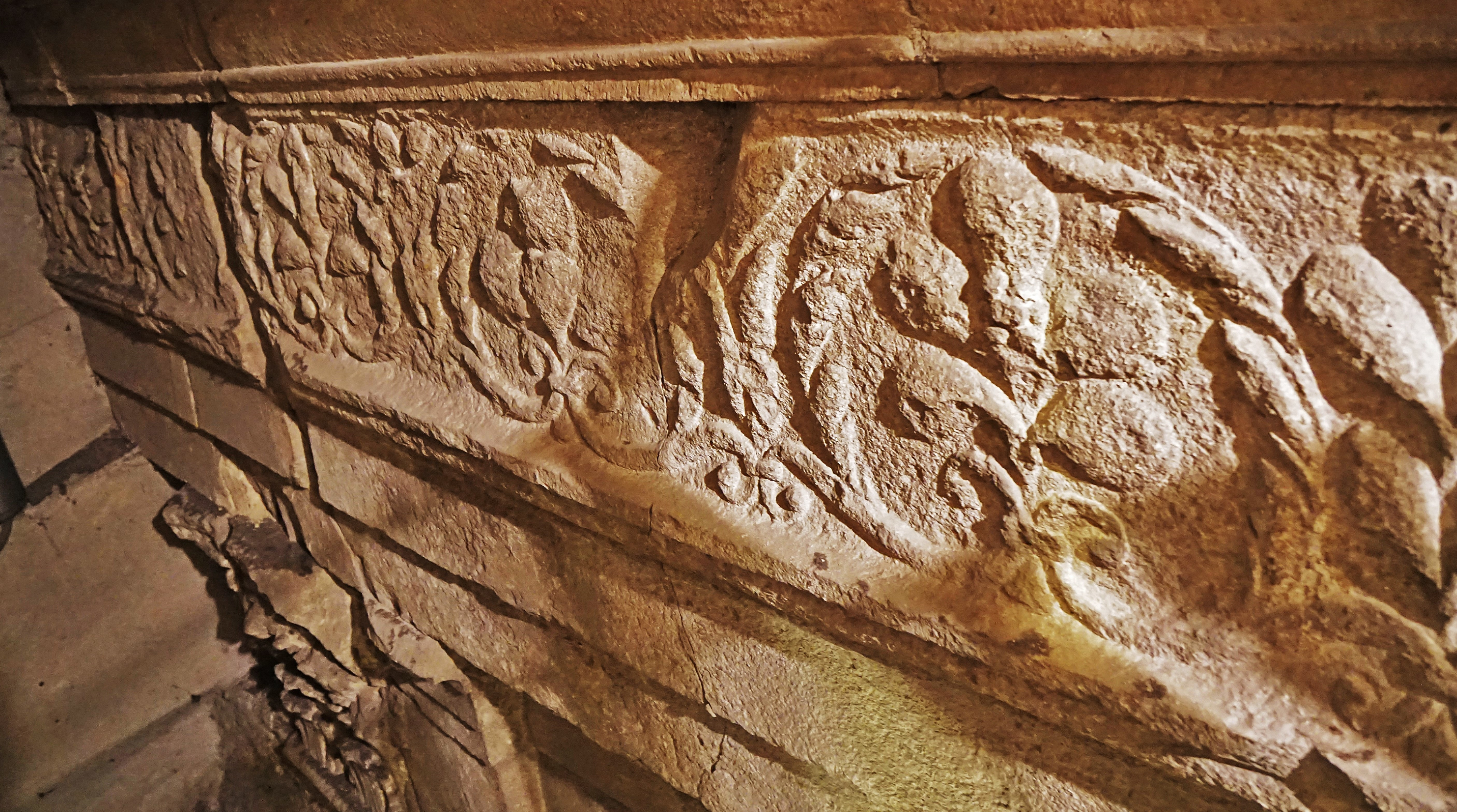
Romanischer Fries im Treppenhaus des Glockenturms

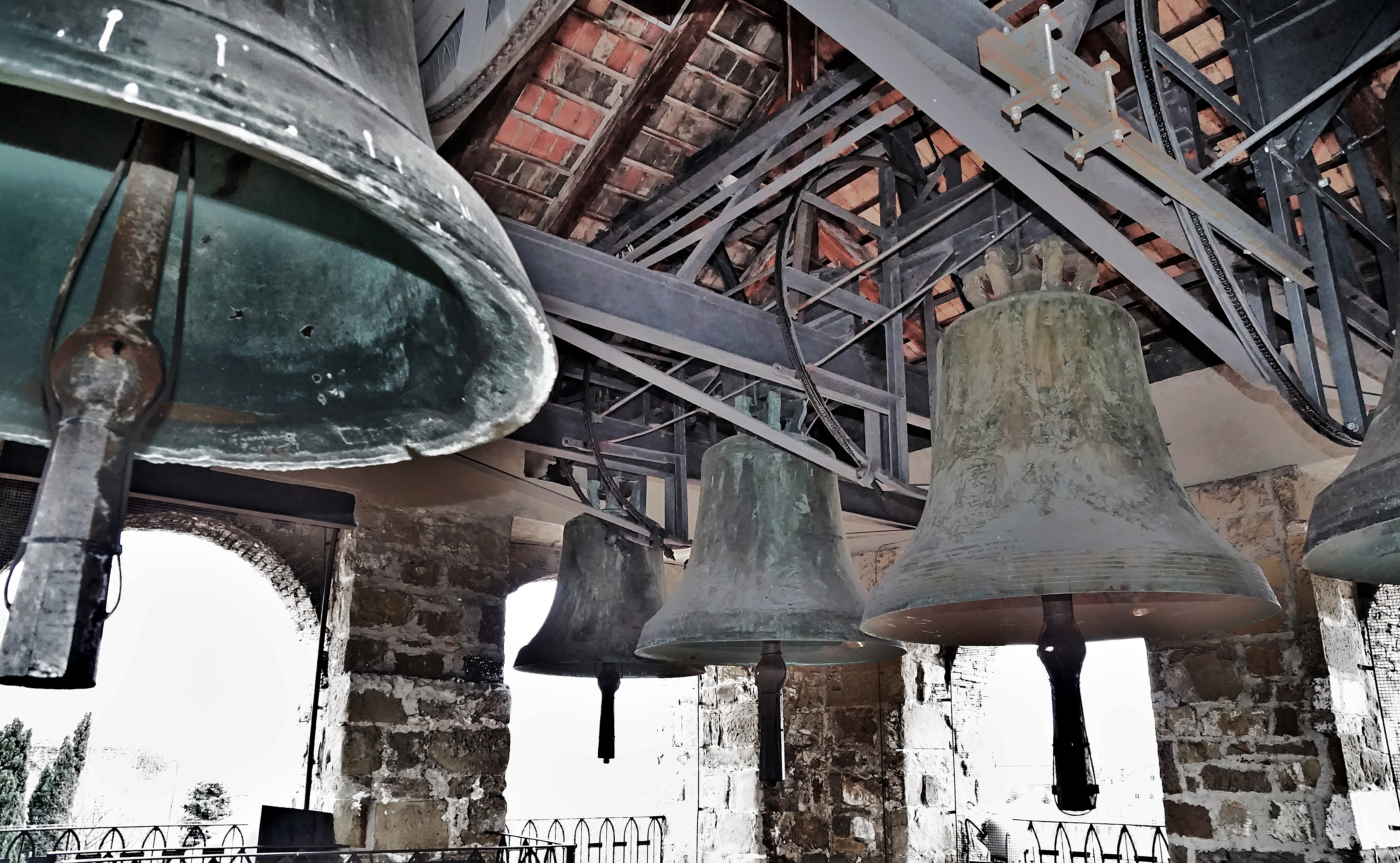
Blick in die Glockenstube

Zwischen 1337 und 1343 wurde der Glockenturm um einen bereits bestehenden romanischen Kirchturm errichtet, der wiederum auf die Grundmauern des römischen Propyläums gesetzt worden war. Das Fundament des romanischen Bauwerks wurde 1816 von Pietro Nobile freigelegt und ist heute unter den Bögen des Erdgeschosses sichtbar. Außerdem sind die Säulen des romanischen Bauwerks sowie eine Greifenabbildung im Treppenhaus zur Glockenstube zu sehen.
Die Achtung vor der Antike zeigt sich auch in dem römischen Gesims, das von dem benachbarten römischen Propyläum stammte und das in die Außenfassade des Campanile integriert wurde. Über dem Gesims befindet sich unter einer spitzbogigen Ädikula eine Statue des Heiligen Justus aus dem 14. Jahrhundert. Der Schutzheilige von Triest ist mit einer stark gefalteten Tunika bekleidet und hält ein Modell der Stadt und einen Palmenzweig in seinen Händen, das Zeichen des Martyriums.
Den Abschluss des Kirchturms bilden die einbogigen Fenster der Glockenstube. Dort hängen 5 Kirchenglocken. Die älteste (und zugleich kleinste) Glocke wurde 1497 von einem Glockengießer mit Namen Giorgio da Lubiana gegossen (Schlagton: dis1). Die größte Glocke, die im Volksmund Campanon genannt wird, wurde 1829 gegossen; die dafür verwendete Bronze stammt von Kanonen, die von Napoleon zurückgelassen wurden; sie hat den Schlagton g0. Die drei anderen Glocken stammen aus dem Jahr 1953; sie wurden von dem Glockengießer Lucio Broili (Udine) gegossen und sind mit Reliefs von Carlo Sbisà geschmückt; ihre Schlagtöne sind a0, h0 und cis1.
Auf dem Dachgiebel des Kirchturms befand sich ursprünglich ein grob gerippter Aufsatz, den die Triestiner wegen seiner Form Melone nannten und zu einem der Wahrzeichen ihrer Stadt machten. Auf der 1,13 Meter hohen Steinskulptur befindet sich die eiserne Hellebarde des Heiligen Sergios, ebenfalls ein Wahrzeichen der Stadt. Bei einem Blitzschlag 1421 wurde der Dachstuhl zerstört und die Melone entfernt. Im darauf folgenden Jahr wurde sie auf einer Säule aufgestellt, die direkt auf dem Platz vor der Kathedrale errichtet wurde. Ende des 19. Jahrhunderts wurde die Melone schließlich im Schloss San Giusto untergebracht.

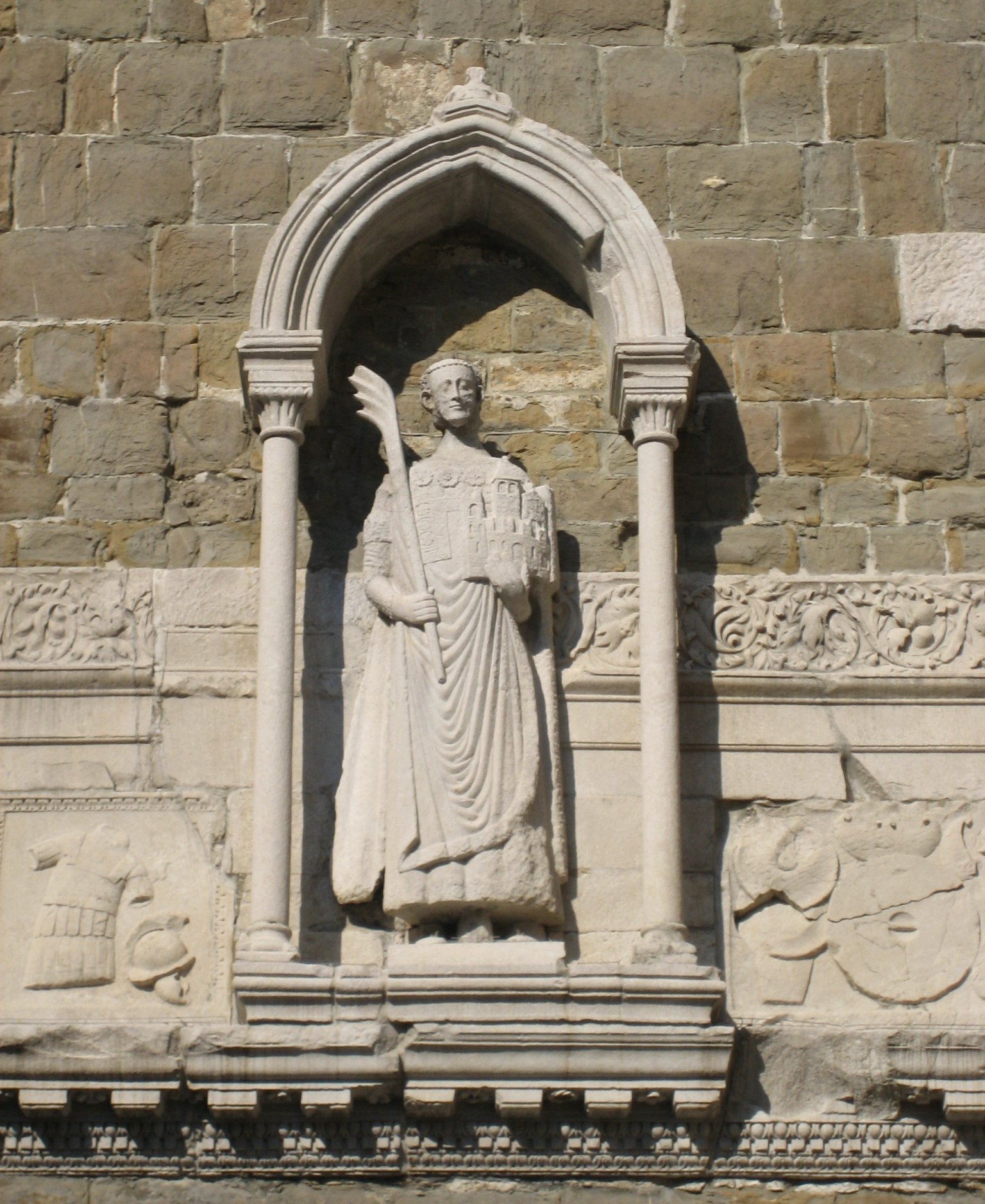
Statue des Heiligen Justus am Glockenturm der Kathedrale
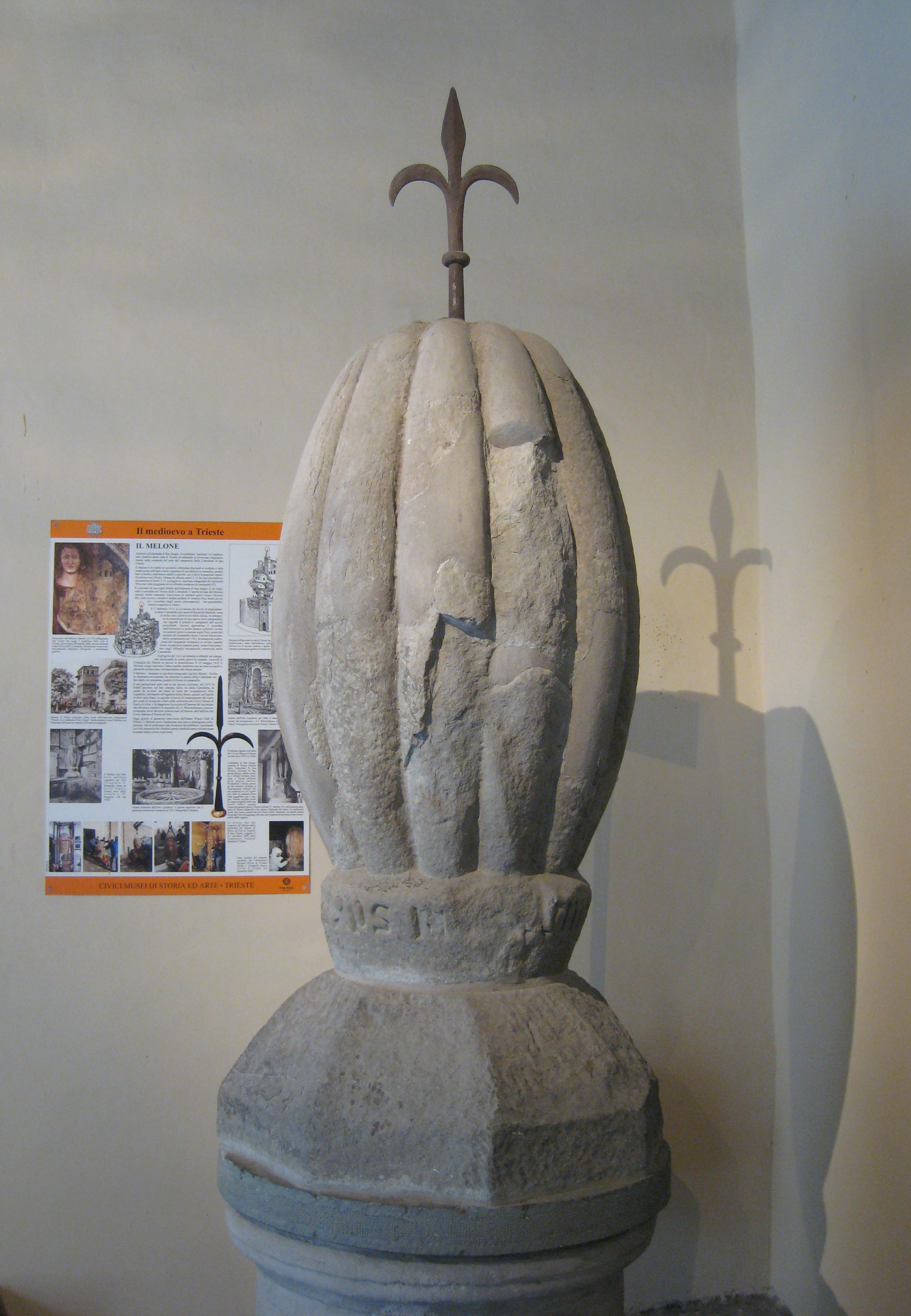
Die Melone vom Dachgiebel des Turmes
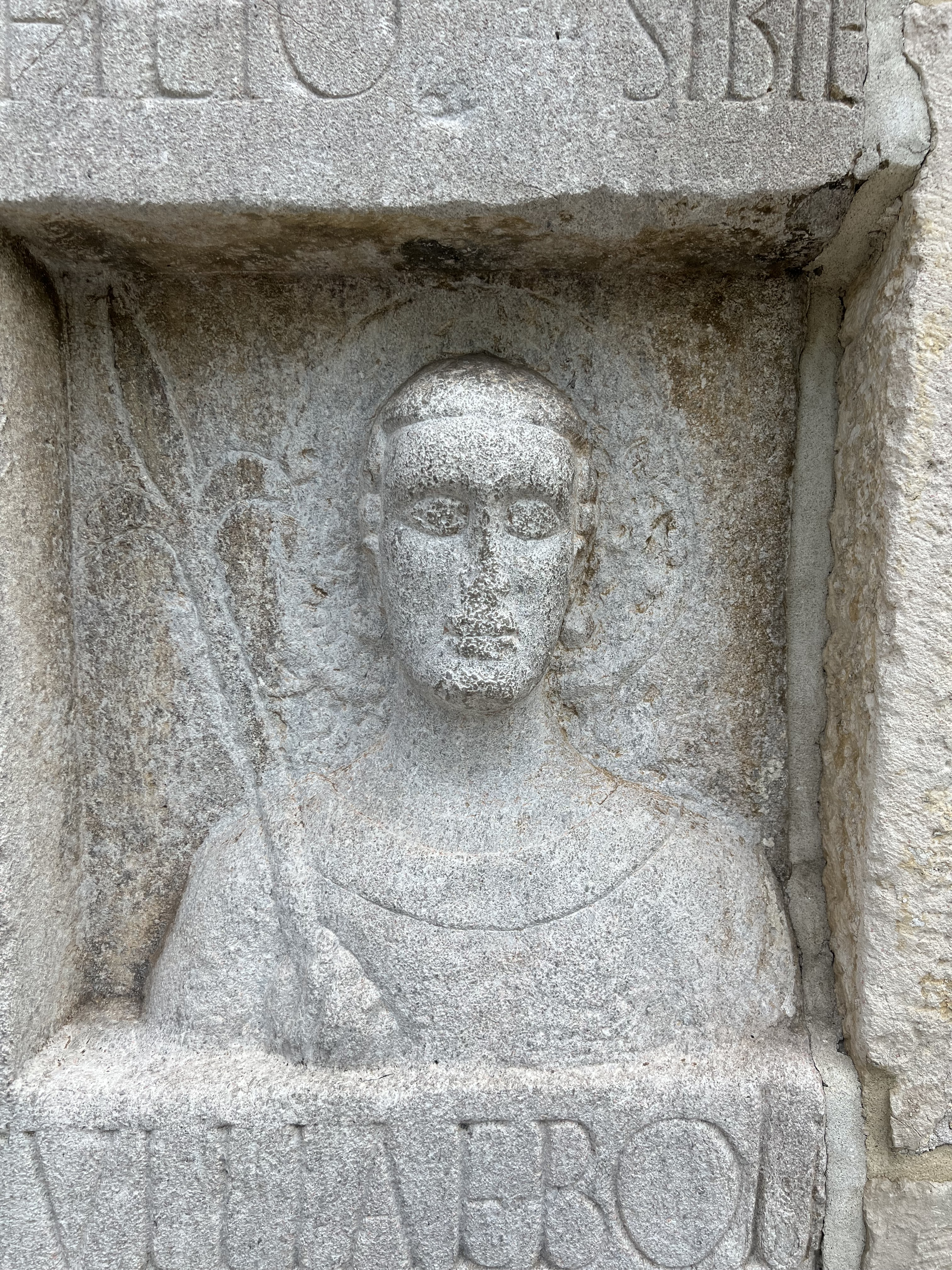
Detail aus dem Torpfosten mit dem „Heiligen Sergios“

## Ausstattung
Im Schrein des Altars der Pietà-Kapelle steht eine farbig gefasste Pietà aus Lindenholz.
Im Reliquienaltar der Schatzkapelle sind barocke, silberne Büstenreliquiare und die Hellebardenspitze des hl. Sergius zu sehen. Der barocke, zweisäulige Ädikula-Altar der Josefs-Kapelle mit einer Marmorskulptur des Schöpfers im Giebel wurde 1704 errichtet. Sein Gemälde zeigt die Verlobung Marias mit Josef.
Bemerkenswert ist auch das Taufbecken in der Johannes-Kapelle. Der Fuß des sechseckigen, romanischen Beckens aus griechischem Marmor ist ein Teilstück einer römischen Säule. Der barocke, hölzerne Aufsatz ist farbig gefasst und wird von einer kleinen Figur Johannes des Täufers bekrönt.
Seitlich befindet sich unter einer halben Fensterrose ein Polyptychon  von Paolo Veneziano aus dem 14. Jahrhundert. Darüber drei Bilder: Der junge Justus von W. Falzari von 1947, der Heilige Sergius von C. Wostry von 1935 und der Heilige Nikolas von T. Agujari von 1864.

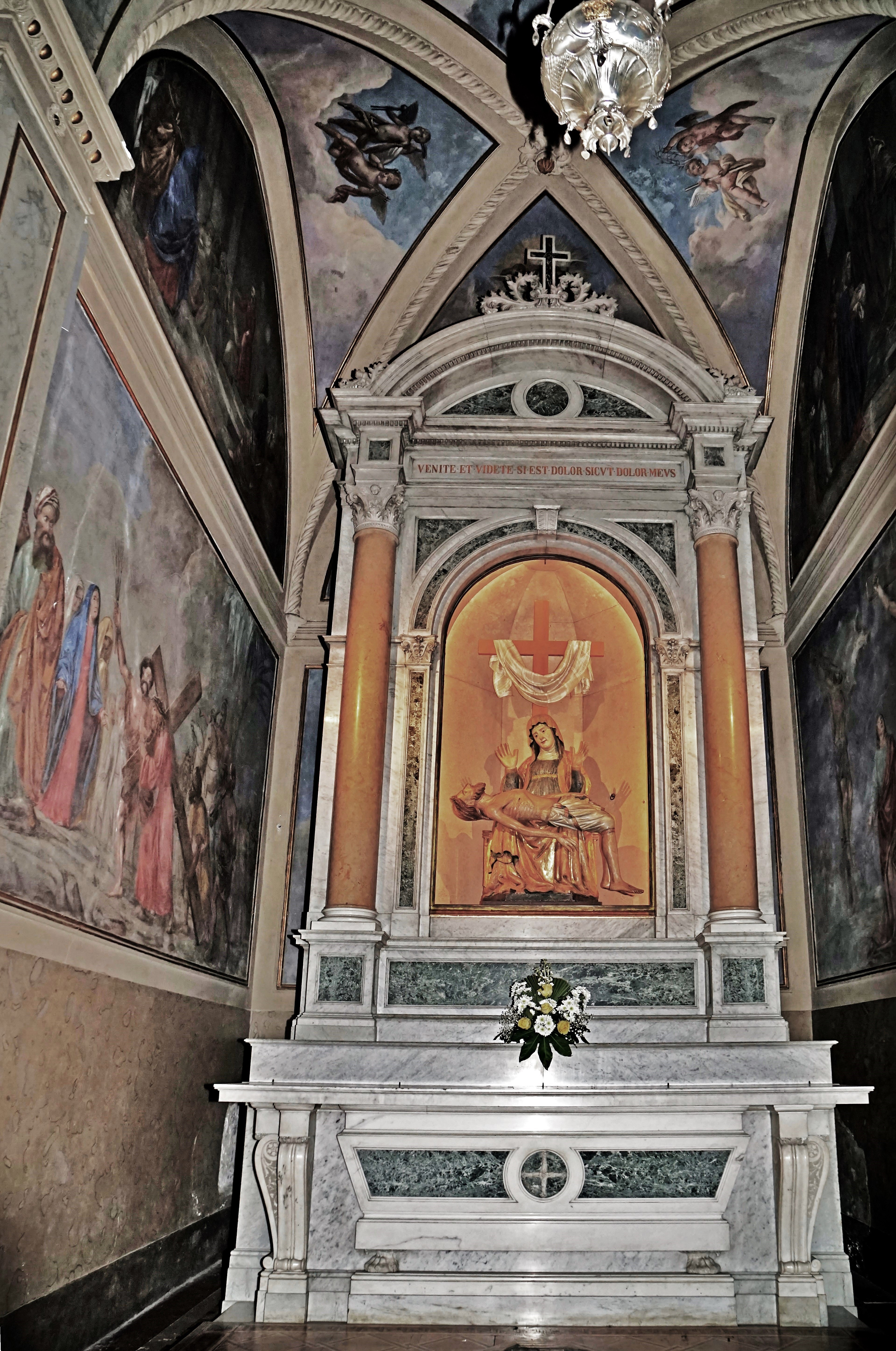
Altar der Pietà-Kapelle
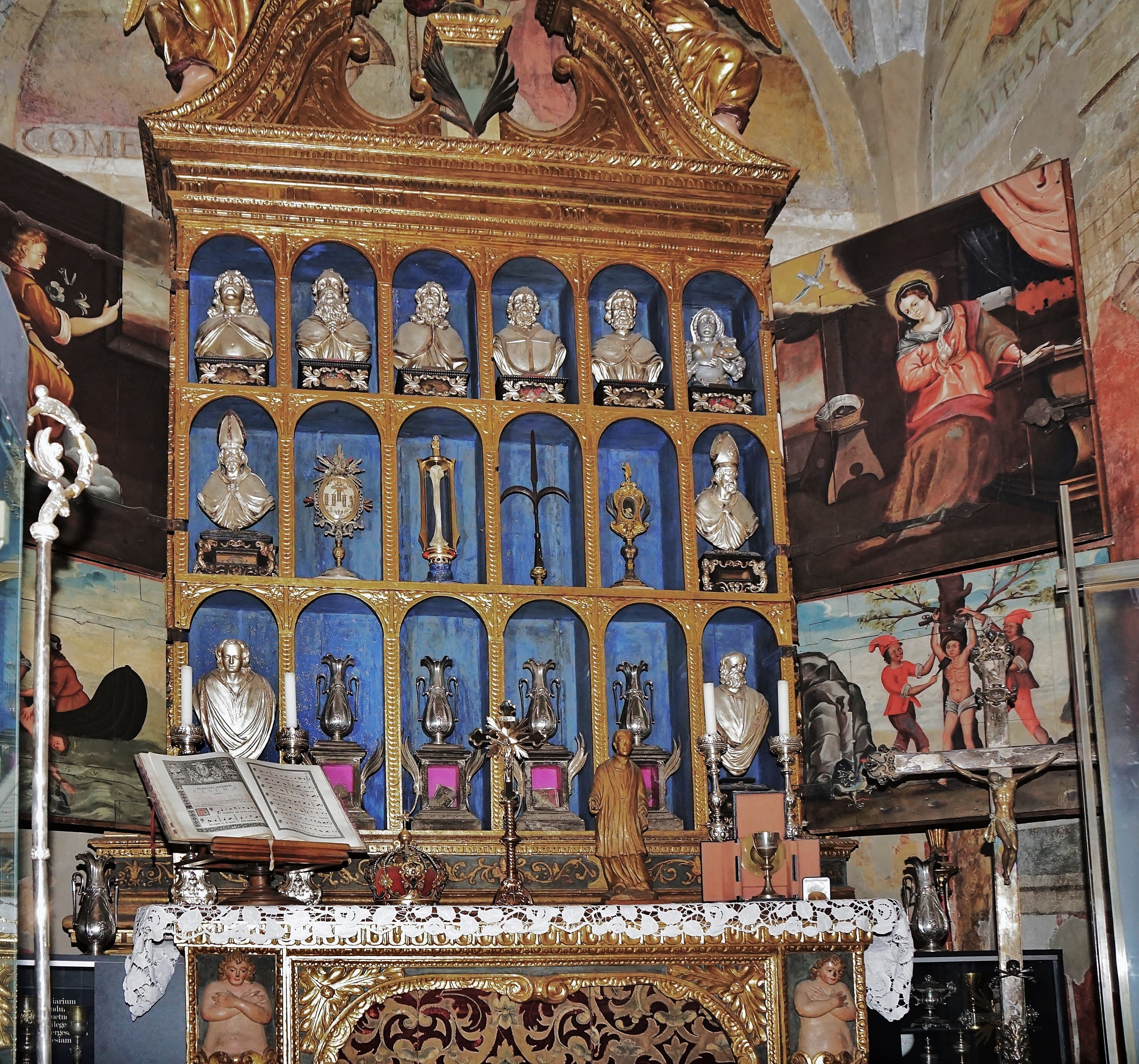
In der mittleren Nischenreihe des Reliquienaltars der Schatzkapelle ist die Hellebardenspitze des hl. Sergius zu sehen
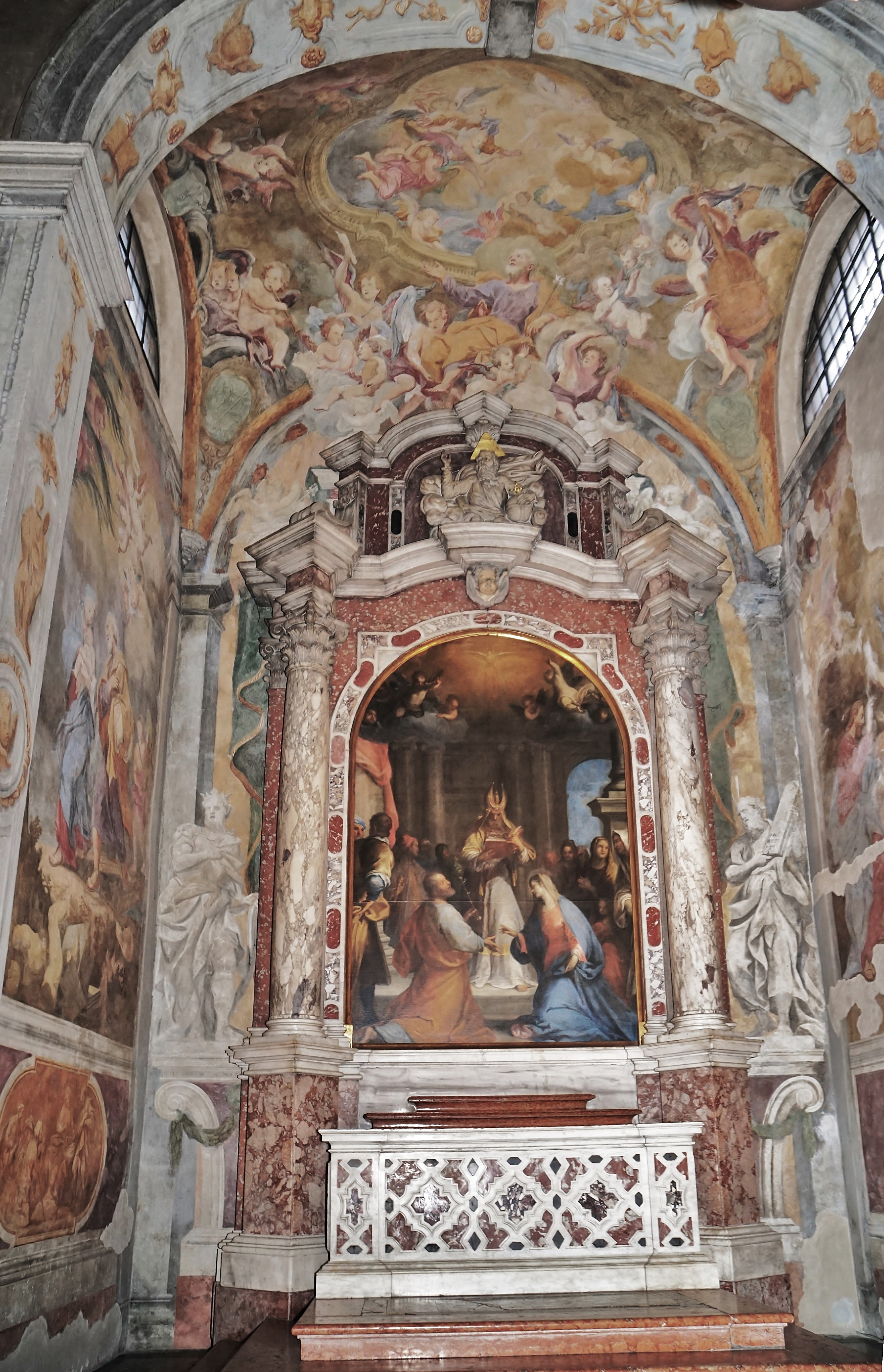
Der Altar der Josefs-Kapelle
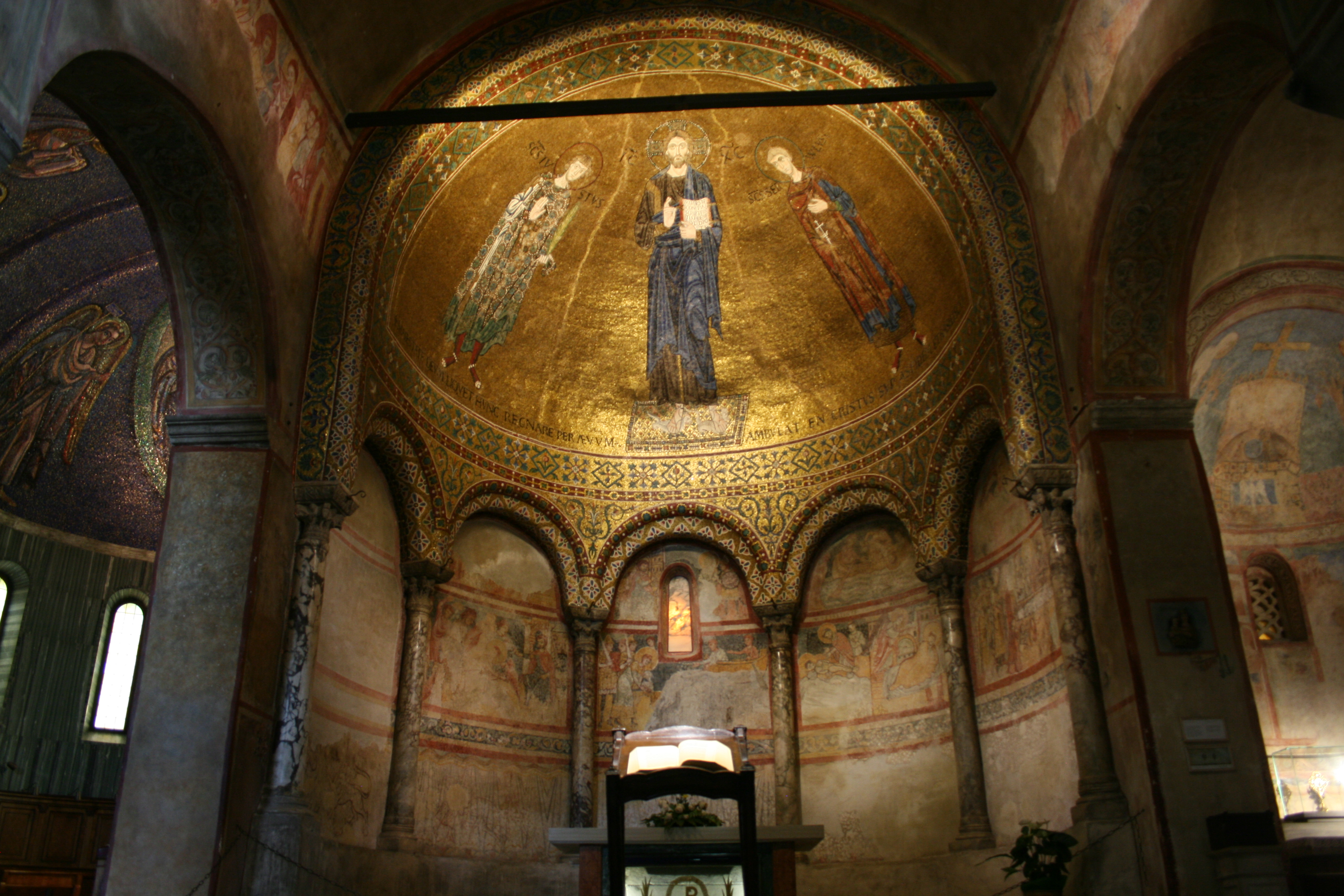
Rechter Altar der Kathedrale
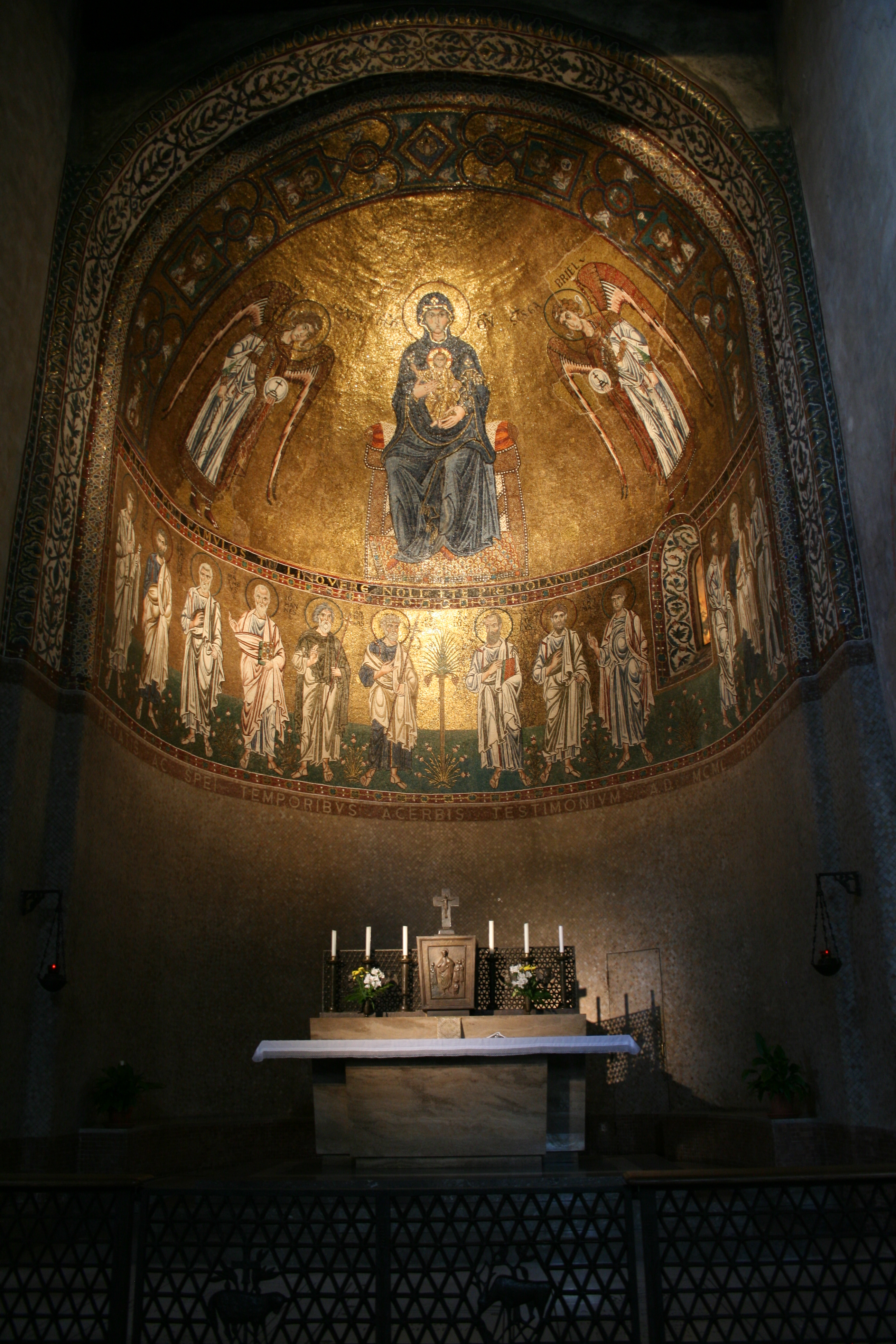
Linker Altar der Kathedrale
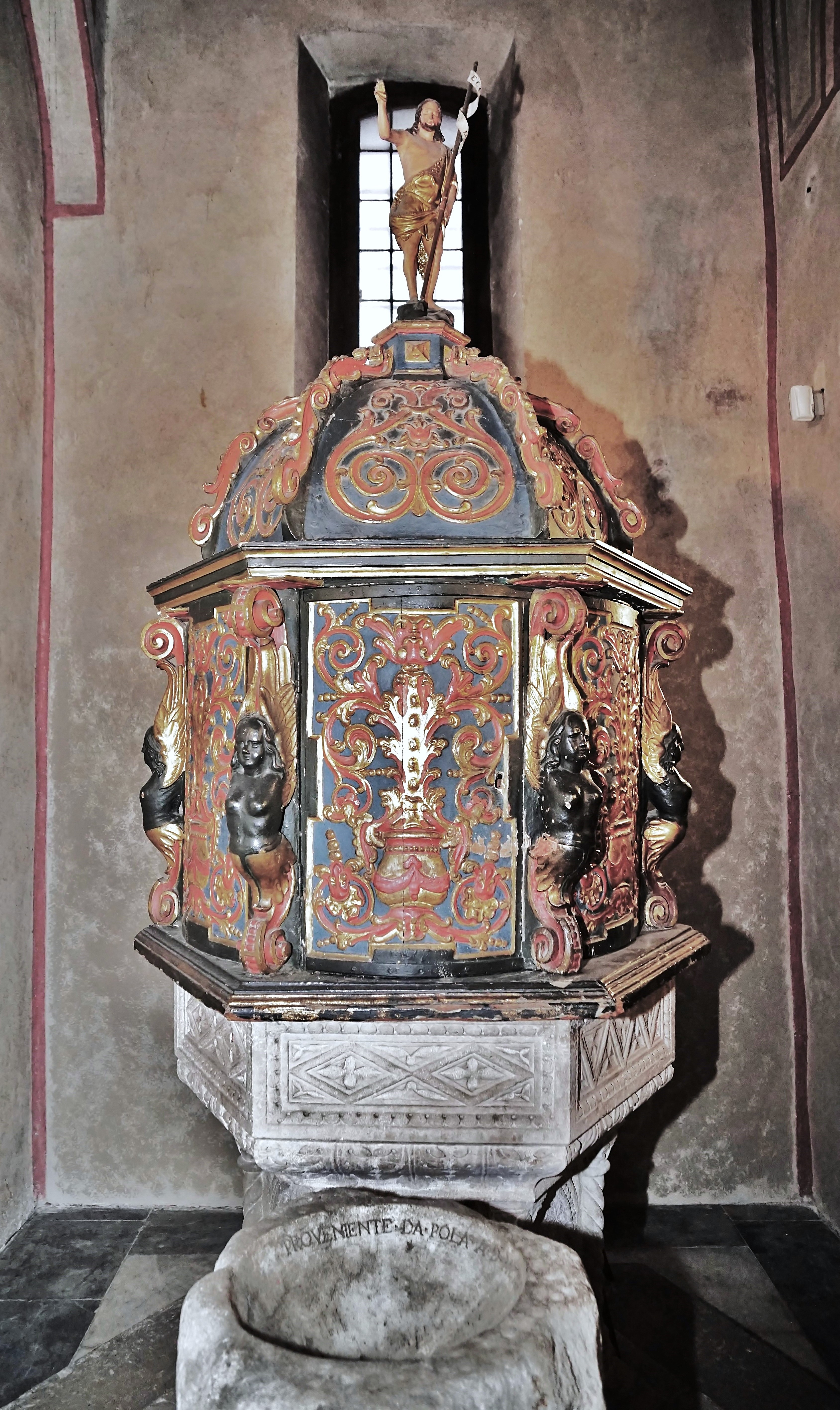
Taufbecken in der Johannes-Kapelle
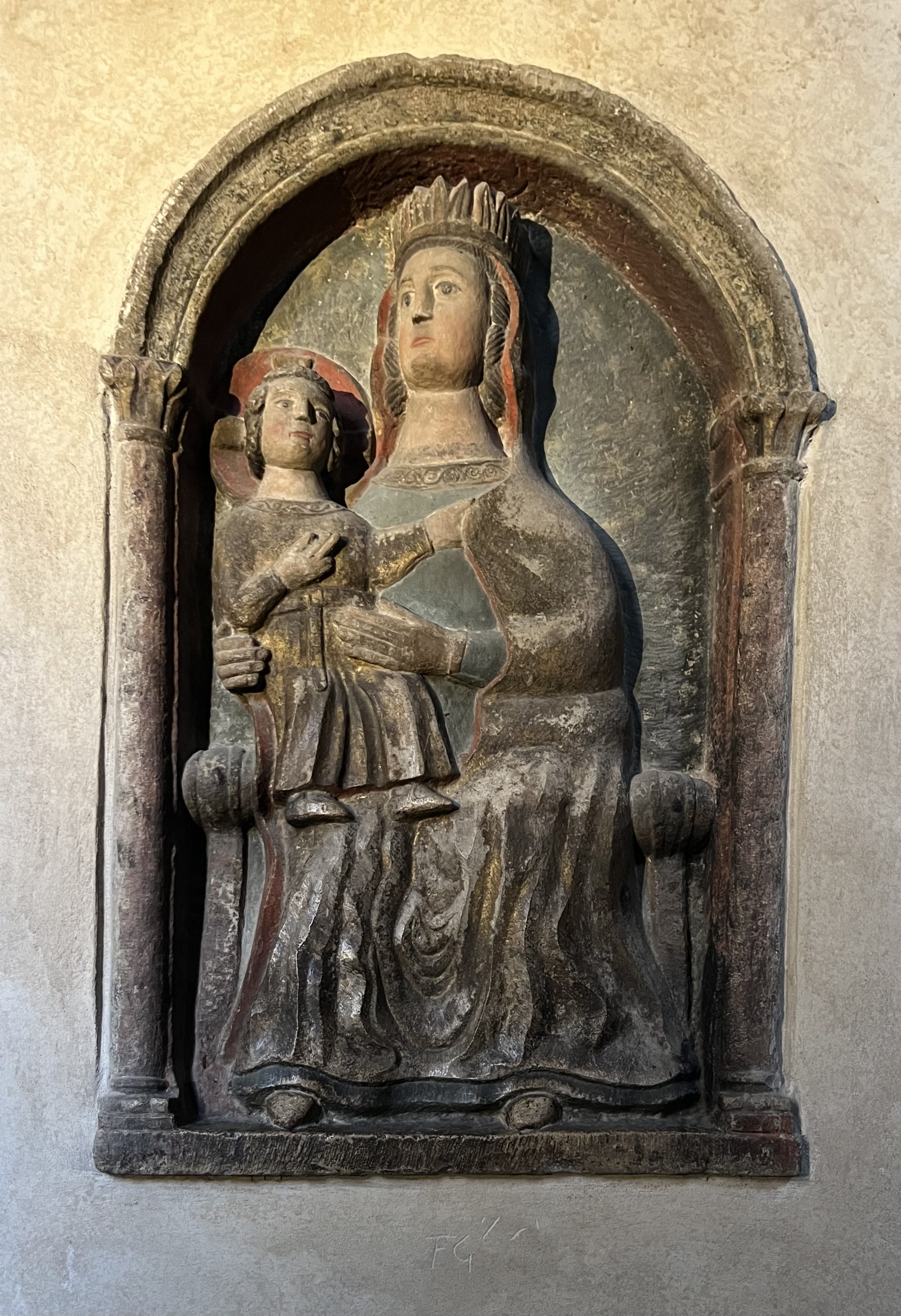
Polychrome Madonna aus 12. oder 13. Jahrhundert
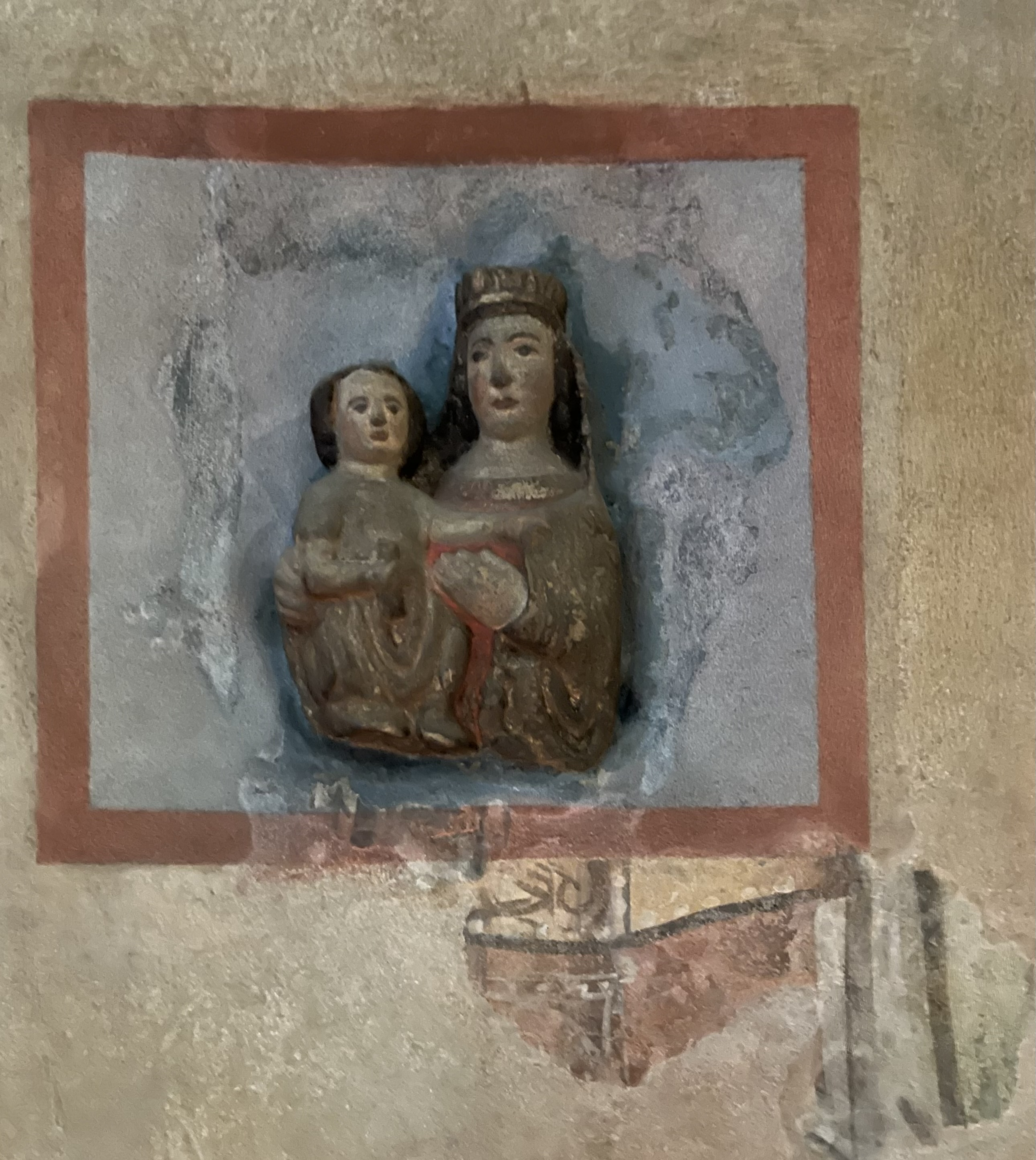
Madonna mit Kind 12.–13. Jahrhundert
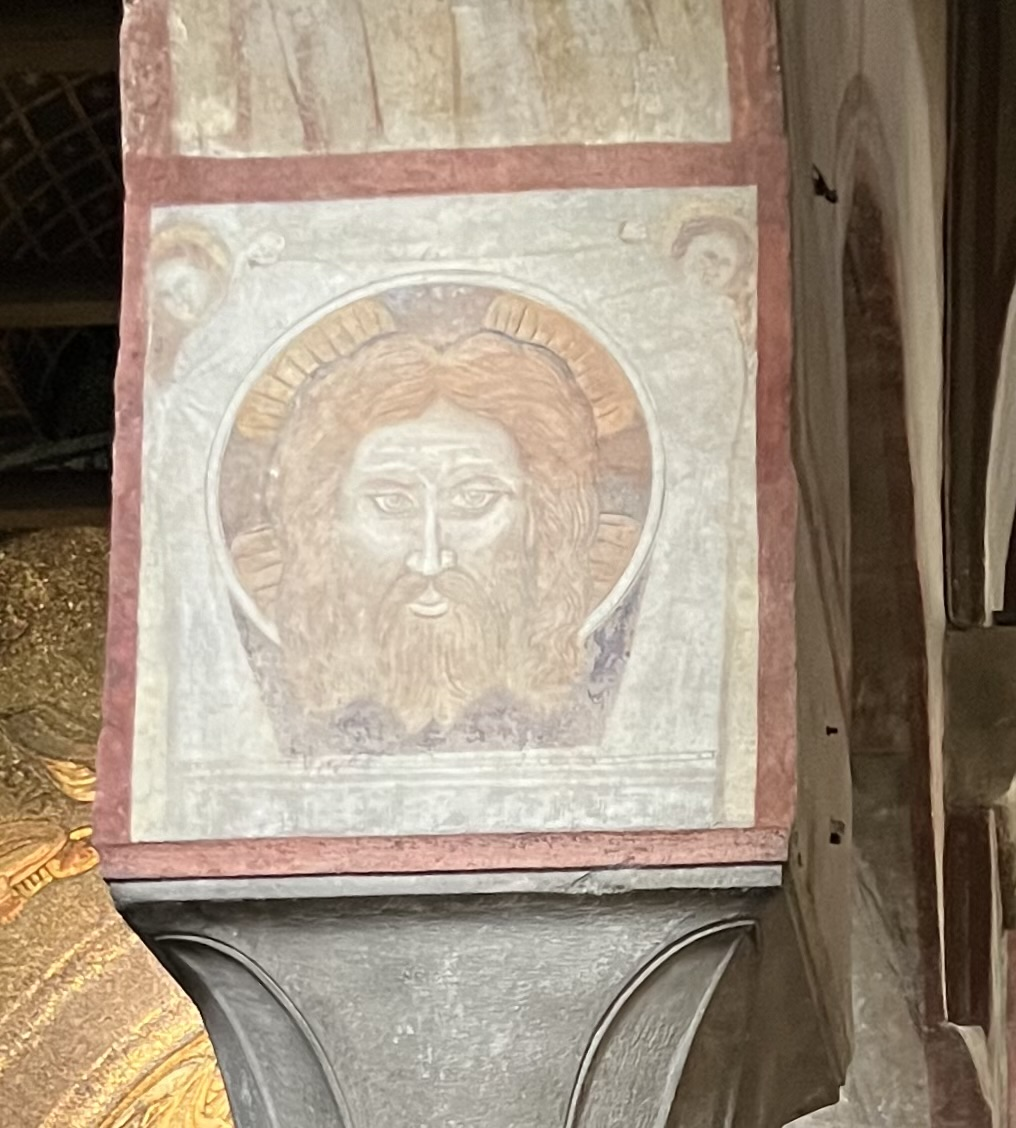
Fresko: Christus 14. Jahrhundert
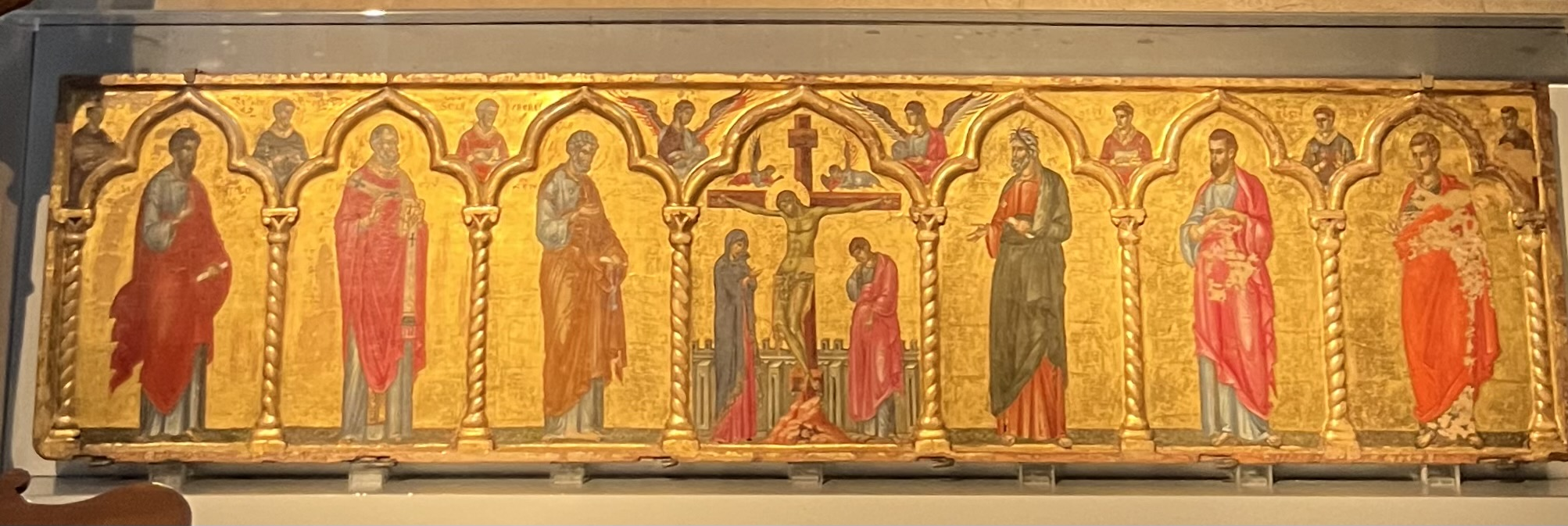
Polyptychon von P. Veneziano

### Orgel

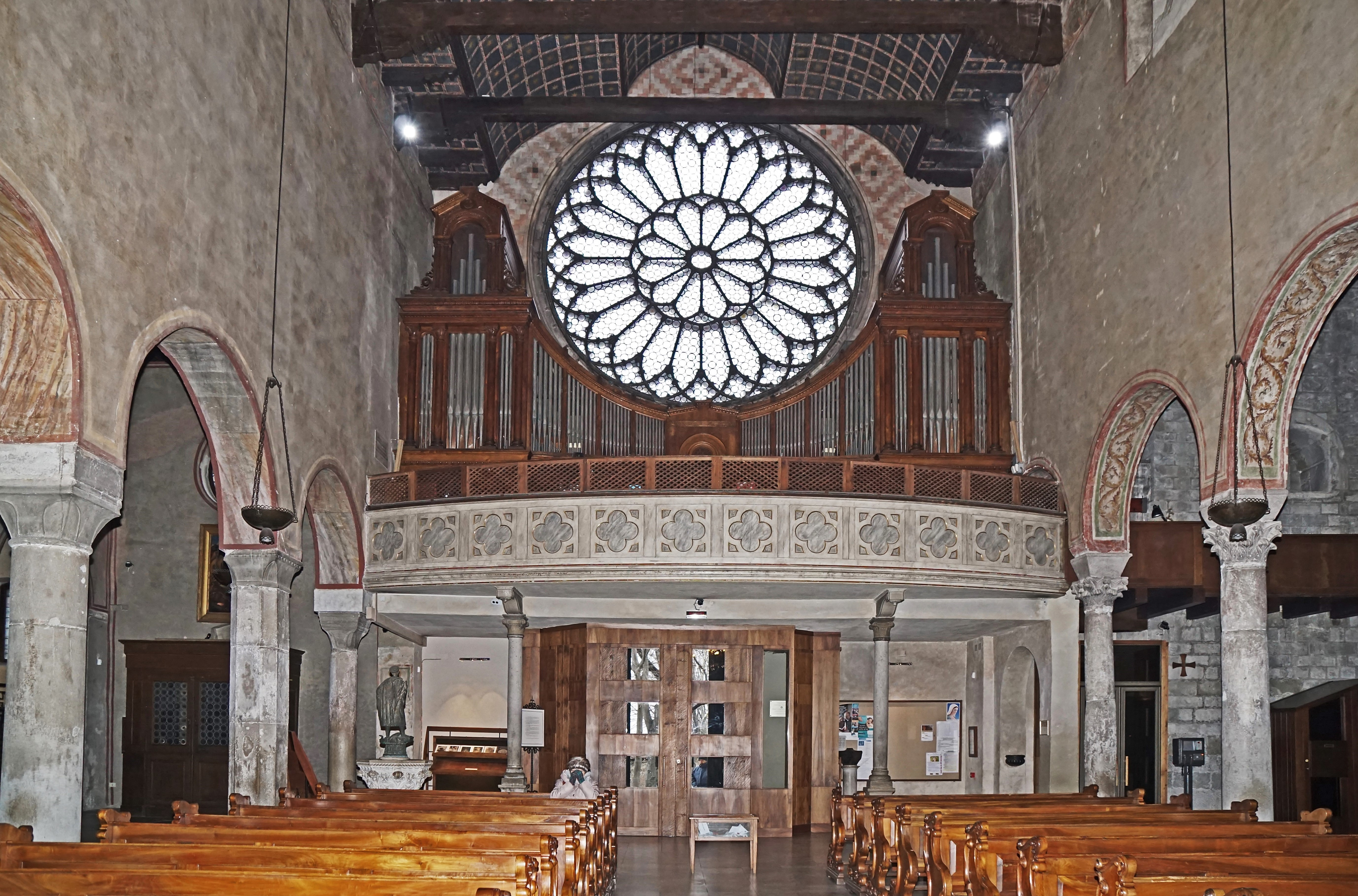
Die Orgelempore

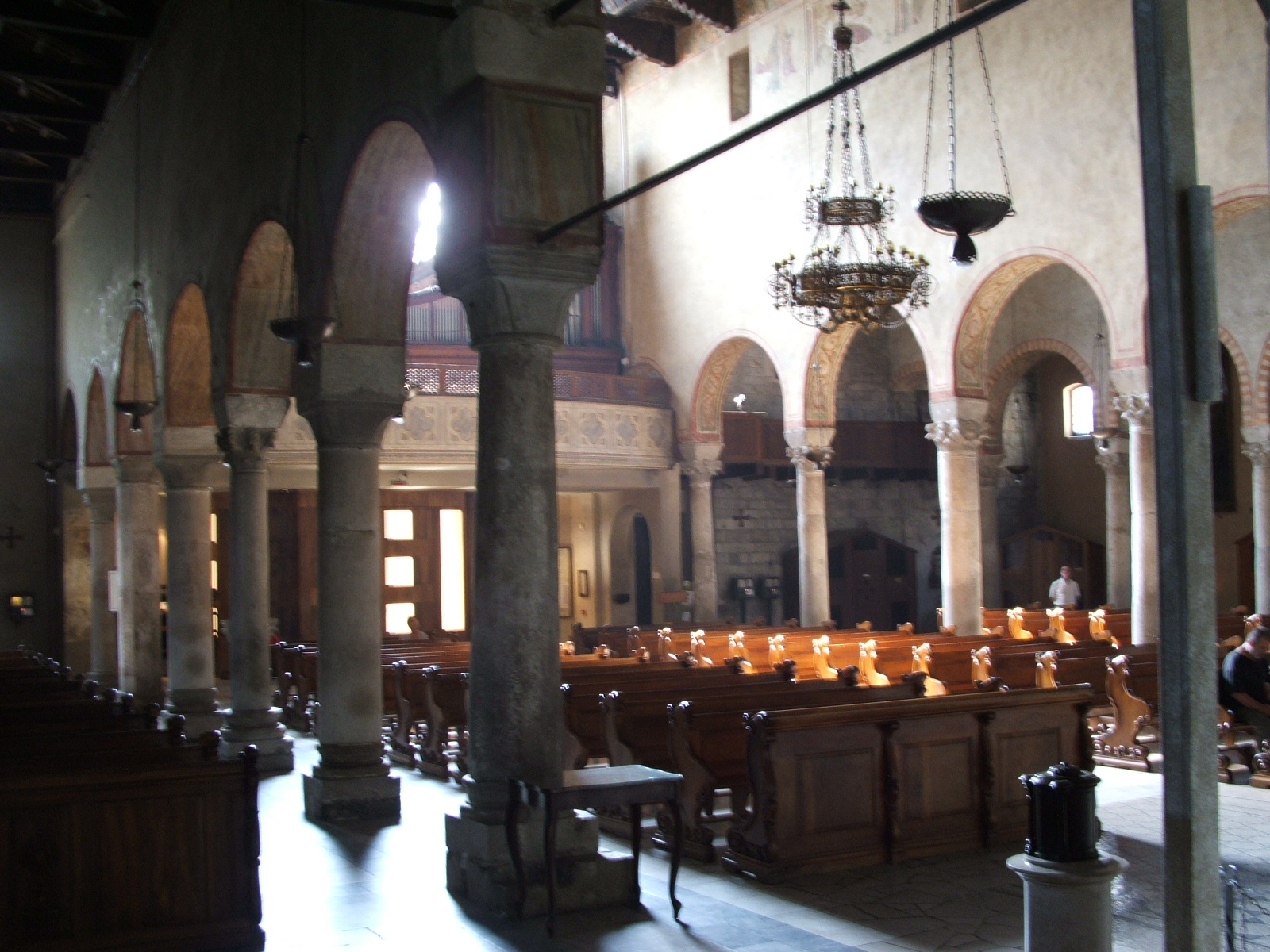
Blick durch das Kirchenschiff

Die Orgel auf der großen Empore wurde 1922 von der Orgelbaufirma Mascioni erbaut und in den 1970er Jahren überarbeitet. Das Instrument hat Register auf drei Manualen und Pedal. Die Spiel- und Registertrakturen sind heute elektrisch (vormals: elektropneumatisch).
| I Positivo C-a3 |       |
| Flauto stoppo   | 8′    |
| Principale      | 4′    |
| Flauto camino   | 4′    |
| Ottava          | 2′    |
| Duodecima       | 1 ⁄3′ |
| Cembalo II      |       |
| Sesquialtera II |       |
| Cromorno        | 8′    |

| II Grand'Organo C-a3 |        |
| Principale           | 16′    |
| Principale I         | 8′     |
| Principale II        | 8′     |
| Flauto               | 8′     |
| Dulciana             | 8′     |
| Ottava               | 4′     |
| Flauto               | 4′     |
| Duodecima            | 2 ⁄3′  |
| Quintadecima         | 2′     |
| Decimasettima        | 1 3⁄5′ |
| Decimanona           | 1 ⁄3′  |
| Vigesimaseconda      | 1′     |
| Ripieno VI           |        |
| Voce Umana           | 8′     |
| Tromba               | 8′     |
| Tromba               | 4′     |

| III Espressivo C-a3 |        |
| Bordone             | 16′    |
| Principale          | 8′     |
| Bordone             | 8′     |
| Gamba               | 8′     |
| Coro Viole          | 8′     |
| Ottava              | 4′     |
| Flauto in VIII      | 4′     |
| Quintadecima        | 2′     |
| Ripieno IV          |        |
| Flauto in XII       | 2 ⁄3′  |
| Silvestre           | 2′     |
| Flauto in XVII      | 1 3⁄5′ |
| Oboe                | 8′     |
| Tremolo             |        |

| Pedale C-f1  |     |
| Contrabbasso | 16′ |
| Principale   | 16′ |
| Subbasso     | 16′ |
| Bordone      | 8′  |
| Basso        | 8′  |
| Ottava       | 4′  |
| Ripieno IV   |     |
| Tromba       | 16′ |
| Tromba       | 8′  |
| Trombina     | 4′  |

## Grablege
Siehe auch: Carlismus#Triest – Sitz und Grablege der carlistischen Prätendenten
In einer Seitenkapelle rechts des Kirchenschiffs sind die Gräber vierer carlistischer Prätendenten des spanischen Throns – nämlich Carlos (V.), Carlos (VI.) und Carlos (VII.) sowie Juan (III.) – zu finden, welche ihr Exil in Triest verbrachten. San Giusto wird deshalb gelegentlich auch als „carlistischer Escorial“ bezeichnet. Weiters begraben sind hier die zwei Gattinnen des Carlos V. – Maria Francisca von Portugal und Maria Theresia von Portugal – sowie der Enkelsohn Carlos VII., Franz Josef von Österreich-Toskana, der ebenso als carlistischer Prätendent auftrat.